# Banho de sangue de Linköping
O Banho de sangue de Linköping (Linköpings blodbad), ocorrido em 20 de março de 1600, na cidade sueca de Linköping, foi a execução pública de 5 nobres suecos, que tinham apoiado o rei Sigismundo, contra o duque Carlos, futuro Carlos IX da Suécia, na batalha de Stångebro.
Os aristocratas executados foram:
- Erik Sparre — Chanceler da Suécia e membro do Parlamento (Riksdagen).
- Ture Bielke — Membro do Parlamento (Riksdagen).
- Gustaf Banér — Membro do Parlamento (Riksdagen) e pai de Johan Banér, marechal sueco durante a Guerra dos Trinta Anos.
- Sten Banér — Membro do Parlamento (Riksdagen).
- Bengt Falck — Conselheiro real (Riksråd).